# Abdulaziz Al-Janoubi
Abdulaziz Al-Janoubi (in arabo عبدالعزيز الجنوبي‎?; 20 luglio 1974) è un ex calciatore saudita, di ruolo centrocampista.

## Carriera
Ha partecipato al campionato del mondo 1998 con la nazionale di calcio dell'Arabia Saudita e al Campionato mondiale per club FIFA 2000 con l'Al-Nassr.